# Evansia (animal)
Evansia merens es una especie de araña araneomorfa de la familia Linyphiidae. Es el único miembro del género monotípico Evansia.

## Distribución
Se encuentra en la zona paleártica.